# F5ve
F5ve (pronunciado "fi-vee"; estilizado em letras minúsculas), anteriormente conhecido como SG5, é um grupo feminino japonês formado em 2022 pelas gravadoras LDH Japan e Three Six Zero. O grupo é composto por cinco integrantes: Sayaka, Kaede, Ruri, Miyuu e Rui. Todas são veteranas na indústria do j-pop, tendo participado anteriormente de dois grupos femininos sob a gestão da LDH: Happiness e iScream. A produção executiva do grupo é assinada pelo compositor norte-americano BloodPop.
O primeiro álbum de estúdio do grupo, Sequence 01, foi lançado em 5 de maio de 2025, incluindo os singles "Lettuce", "Underground", "UFO" e "Magic Clock" lançados previamente e a faixa título "Sugar Free Venom" em parceria com a cantora e compositora Kesha.

## História

### 2008–2023: Outras atividades e formação do grupo como SG5
Antes da formação do f5ve, Sayaka, Kaede, Ruri e Miyuu eram todas integrantes do grupo feminino Happiness (2008–2023) e o grupo coletivo E-girls (2011–2020). Ruri se tornou membro do E-girls em 2013, se juntando também ao Happiness alguns meses depois. Tanto Ruri quanto Miyuu deixaram o E-girls em 2017 para se concentrar nas atividades do Happiness. Rui atua simultaneamente no f5ve e no trio iScream.
Em 2020, a LDH Japan uniu forças com a agência Three Six Zero para criar um novo "projeto internacional", com o objetivo de levar a música japonesa a uma audiência global.  conceito e a formação do grupo foram definidos no início de 2022, e o grupo, ainda sem nome, fez uma aparição surpresa no evento Anime Central, em Illinois, em maio de 2022. O nome SG5 (abreviação de "Sailor Guardians 5") foi anunciado pouco antes de sua estreia oficial na Anime Expo 2022, em Los Angeles. A estética e o nome do grupo foram inspirados na franquia Sailor Moon, com sua criadora, Naoko Takeuchi, aprovando a ideia durante sua fase de criação.
Em setembro de 2022, elas firmaram contrato com a agência WME para representação internacional. O single de estreia, "Firetruck", foi lançado junto com o videoclipe em fevereiro de 2023, com produção de BloodPop, que também se tornou o produtor executivo e diretor criativo do grupo. O SG5 diferia das experiências das integrantes em seus grupos anteriores porque Sayaka, Kaede e Miyuu tiveram a oportunidade de cantar além de dançar. SG5 marcou a primeira vez que eles gravaram música e filmaram um videoclipe fora do Japão, ambos ocorrendo nos Estados Unidos.

### 2024–presente: Mudança de nome para f5ve
Em abril de 2024, o grupo passou a se chamar f5ve e se apresentou ao público como "agentes de sonhos interdimensionais de Tóquio, Japão", encerrando sua ligação com a marca Sailor Moon. Em maio de 2024, lançaram o single "Lettuce", que recebeu elogios dos críticos por trazer influências de R&B e hyperpop dos anos 2000. A canção ganhou grande popularidade no TikTok.
O próximo lançamento do grupo, "Underground", foi lançado em julho de 2024 pela Three Six Zero Recordings. O lançamento de Underground foi responsável por expandir consideravelmente o alcance do grupo, visto que a sua coreografia se tornou uma tendência na plataforma de vídeos TikTok no Japão e, posteriormente, críticos de veículos especializados consideraram a canção como um destaque para o ano de 2024. Underground foi incluída nas listas de 50 melhores músicas de 2024, enquanto o grupo entrou para a lista dos 100 principais artistas emergentes de 2025, da revista britânica NME. Em outubro, o single "UFO" é lançado junto ao videoclipe filmado em Akihabara, local conhecido por ser o centro da cultura pop japonesa em Tóquio, com lojas de eletrônicos, animes, mangás e jogos, sendo um dos principais pontos turísticos da cidade.
Em 5 de março de 2025, o single "Magic Clock" é lançado juntamente com o anúncio do álbum de estreia do grupo, Sequence 01, para 5 de maio daquele ano. O videoclipe da música foi dirigido pelo estúdio Crystalline Structures e conta com a participação de Tsurugi, membro da banda Psychic Fever. Sequence 01 teve a produção executiva de BloodPop, contando com a colaboração de A. G. Cook, Hudson Mohawke e outros.
Sequence 01 foi lançado junto ao clipe de "Sugar Free Venom (feat. Kesha)" e os clipes curtos, caracterizados como [Mini MVs], de "Television", "Bow Chika Wow Wow", "Jump" e "リア女 (Real Girl)". O álbum vem recebendo críticas majoritariamente positivas de veículos especializados. Ao conceder uma nota 8/10 ao projeto, a revista britânica Clash Music o definiu como "uma mistura de j-pop e hyperpop - sendo o resultado uma estreia caótica e confiante (para o grupo), que propositalmente não se define por gêneros, estando repleto de profundidade emocional e referências subculturais". O grupo declarou em seu perfil oficial no X (Twitter) que as principais inspirações para os visuais de "Sugar Free Venom" são os clipes de Check on It (Beyoncé), Super Bass (Nicki Minaj), Lady Marmalade (Christina Aguilera, Lil' Kim, Mýa e Pink), Buttons (Pussycat Dolls) e Pink Champagne (E-girls). Em entrevista a revista americana Billboard, Kaede respondeu que uma turnê mundial "ainda não tem uma data definida (para acontecer), mas está sendo planejada para acontecer em breve".

## Membros
- Sayaka (サヤカ)
- Kaede (カエデ) – líder do grupo.
- Ruri (ルリ)
- Miyuu (ミユウ)
- Rui (ルイ)

## Discografia

### Álbuns de estúdio
| Título      | Detalhes                                                                                             |
| ----------- | --- |
| Sequence 01 | - Lançamento: 5 de maio de 2025 - Gravadora: LDH Records - Formatos: CD, download digital, streaming |

### Singles
| Título                                                          | Ano  | Álbum       |
| --------------------------------------------------------------- | ---- | ----------- |
| "Firetruck"                                                     | 2023 | Sequence 01 |
| "Firetruck" (umru Remix)                                        | 2023 | -           |
| "Lettuce"                                                       | 2024 | Sequence 01 |
| "Underground"                                                   | 2024 | Sequence 01 |
| "UFO"                                                           | 2024 | Sequence 01 |
| "Underground" (DOSS remix)                                      |      | -           |
| "UFO" Remix (com participação de Dorian Electra e Count Baldor) | 2025 | -           |
| "Magic Clock"                                                   | 2025 | Sequence 01 |